# 歐卡
歐卡（Henry Okah，1965年—），是尼日利亞游擊隊尼日爾三角洲解放運動的領導人。尼日爾三角洲運營的石油公司受襲，尼日爾三角洲解放運動承認責任。該運動襲擊形式常包括破壞、游擊戰或者綁架外國石油公司工人。叛軍的目的是破壞外國在尼日爾三角洲的石油利益。他們指這些外國公司剝削本土民眾。
歐卡于2008年2月在安哥拉被捕并被引渡到尼日利亚，他被指控犯叛国罪、恐怖主义罪、非法持有枪支和武器贩运罪等62項罪名。由於尼日爾三角洲解放運動表示如果歐卡被釋放，他們願意放下武器。於是2009年7月13日，歐卡被釋放。
2013年1月21日，南非法院判定歐卡犯下13项恐怖主义罪行指控，其中包括2010年10月1日在阿布贾造成12人死亡的爆炸事件。最終歐卡被判24年監禁。2018年3月7日又被判處終身監禁。